# فیروز تقی‌زاده
فیروز تقی‌زاده پژوهشگر ایرانی و مدیر مؤسسه تحقیقات آفات و بیماری‌های گیاهی بود.
او برای نگارش کتاب جوندگان مضر ایران و طرز مبارزه با آن‌ها در سال ۱۳۴۳ برندهٔ جایزه سلطنتی کتاب سال شد.

## آثار
- تشخیص و طرز مبارزه با جوندگان مضر کشاورزی
- جوندگان مضر ایران و طرز مبارزه با آن‌ها
- موش‌های مهم ایران و طرز مبارزه با آنها